# مضاد متوازي أضلاع

مضاد متوازي الأضلاع

في الهندسة، يعتبر مضاد متوازي الأضلاع (بالإنجليزية: Antiparallel) نوعًا من رباعيات الأضلاع الذاتية التقاطع [الإنجليزية]. مثل متوازي الأضلاع، يحتوي مضاد متوازي الأضلاع على زوجين متقابلين من الأضلاع المتساوية الطول، لكن هذه الأزواج من الأضلاع ليست متوازية عمومًا. بدلاً من ذلك، يكون كل زوج من الأضلاع متخالف التوازي [الإنجليزية] بالنسبة للآخر، مع تقاطع أضلاع الزوج الأطول مع بعضها البعض كما هو الحال في آلية المقص. في حين أن زوايا متوازي الأضلاع المتقابلة متساوية وموجهة بنفس الطريقة، فإن زوايا مضاد متوازي الأضلاع المتقابلة متساوية ولكنها مُوجَّهة تخالفيًا.
إذا كان طول ضلعين متجاورين يحققان النسبة {\displaystyle {\sqrt {2}}:1} فيكون مركز الضلعين المتقابلين يشكلان شكل رمز اللانهاية.